# Microcercus armadilloides
Microcercus armadilloides är en kräftdjursart som först beskrevs av Gustav Budde-Lund 1898.  Microcercus armadilloides ingår i släktet Microcercus och familjen Eubelidae. Inga underarter finns listade i Catalogue of Life.